# Jacala
Esta página se refiere a una localidad. Para el municipio homónimo véase Municipio de Jacala de Ledezma
Jacala es una localidad mexicana, cabecera del municipio de Jacala de Ledezma en el estado de Hidalgo.

## Toponimia
Del náhuatl xacalli o xacal jacal, choza humilde, y la terminación la, por tla: Lugar de jacales.

## Geografía
Se encuentra en la región geográfica de la Sierra Gorda; a la localidad le corresponden las coordenadas geográficas 20° 00’ 26” de latitud norte y 99° 12’ 18” de longitud oeste, con una altitud de 1333 m s. n. m. Cuenta con un clima semicálido subhúmedo con lluvias en verano, de menor humedad; su temperatura media anual está en el rango de los 24 °C.
En cuanto a fisiografía se encuentra en la provincia de la Sierra Madre Oriental, dentro de la subprovincia del Carso Huasteco; su terreno es de sierra. En lo que respecta a la hidrografía se encuentra posicionado en la región del Pánuco, dentro de la cuenca y subcuenca del río Moctezuma.

## Demografía
En 2020 registro una población de 4582 personas, lo que corresponde al 37.28 % de la población municipal. De los cuales 2156 son hombres y 2426 son mujeres.
| Gráfica de evolución demográfica de Jacala entre 1900 y 2020 |
|                                                              |
| Población registrada por los censos y conteos del INEGI.     |